# 1048 هـ
1048 هـ هي سنة في التقويم الهجري امتدت مقابلةً في التقويم الميلادي بين سنتي 1638 و1639.

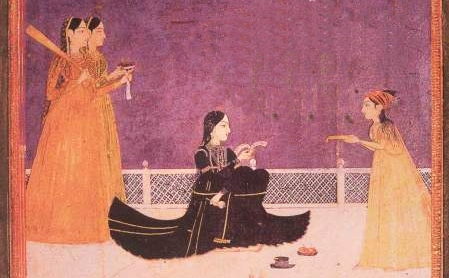
زيب النساء

## أحداث
- الدلائيون تحت قيادة محمد الحاج الدلائي يستولون على مدينة فاس وينتزعونها من السلطان السعدي محمد الشيخ الصغير.
- 8 رجب وصول مراد الرابع إلى بغداد لإعادتها للحكم العثماني.[5]

## مواليد
- الحسن الهبل

## وفيات
- طه القلعة لي